# Laila Pullinen
Laila Annikki Pullinen-Ramsay (Terijoki, 21 de julio de 1933 – Helsinki, 4 de noviembre de 2015) fue una artista y escultora finlandesa. Sus obras representa el modernismo más clásico de la escultura. Fue una de las primeras artistas mujeres artistas finlandesas que obtuvo reconocimiento internacional.
Pullinen estudió enarte en la Academia de Bellas Artes entre 1953y 1956, y posteriormente en la Accademia di Belle Arti di Roma en 1958 y Accademia di Belle Arti di Roma en 1961 y 1962. Comenzó a presentar sus obras en las exposiciones internacionales a finales de la década de los 50. En Finlandia, numerosas de sus obras se encuentran decorando espacios públicos como el Aeropuerto de Helsinki-Vantaa y el Parque de Esculturas de Nissbacka. Obras suyas también fueron adquiridas por museos y colecciones privadas extranjeras. En 1968 fue condecorada con la Orden del León de Finlandia. Fue también la primera mujer en presidir la Unión de Escultores de Finlandia.
En la composición de Pullinen, están presentes materiales tradicionales, como piedra o bronce, aunque ocasionalmente probaría métodos de escultura más innovadores. Por ejemplo, usó explosivos para esculpir un relieve para la Exposición Internacional y Universal de 1967 en Montreal. Era conocida como un personaje de carácter fuerte y comunitario, ya que era una figura muy conocida en los círculos de artistas y trabajó para mejorar la posición de los escultores.